# Бризгалов Владислав Володимирович
Владислав Володимирович Бризгалов (рос. Владислав Владимирович Брызгалов; 22 березня 1974, м. Електросталь, СРСР) — російський хокеїст, лівий нападник. Майстер спорту.
Вихованець спортшколи «Кристал» (Електросталь), перший тренер — Равіль Ісхаков. Виступав за: «Кристал» (Електросталь), ЦСКА (Москва), «Витязь» (Подольськ), «Металург» (Новокузнецьк), «Елемаш» (Електросталь), «Крила Рад» (Москва), СКА (Санкт-Петербург), ХК «Гомель», «Шинник» (Бобруйськ), «Металург» (Жлобин), «Хімік-СКА» (Новополоцьк), Беркут Київ, «Компаньйон» (Київ).
Досягнення
- Срібний призер чемпіонату СЄХЛ (2004)
- Срібний призер чемпіонату Білорусі (2009), бронзовий призер (2004)
- Переможець чемпіонату Росії серед команд вищої ліги (2000)
- Бронзовий призер чемпіонату України (2012)
- Володар Кубка Білорусі (2004, 2007)
- Срібний призер Континентального кубка (2004).